# بيت أستيريون
«بيت أستيريون» (العنوان الأصلي بالإسبانية: "La casa de Asterión") هي قصة قصيرة رعب وخيال، كتبها الكاتب الأرجنتيني خورخي لويس بورخيس، نشرت لأول مرة في لوس آناليس دي بوينس آيرس في مايو 1947. وأعيد طبعها في مجموعة القصص القصيرة  El Aleph في عام 1949.

## الملخص
القصة عبارة عن مونولوج لأستيريون. حيث تبدأ بأستيريون مشيراً إلى بعض التشهيريين بأدعائهم— أنه متعجرف أو كاره للبشر، أو مجنون — بأنهم على خطأ.
ويصف منزله بالتفصيل: بأن أبوابه لا تغلق؛ وله العديد من الممرات وغرف وحمامات وساحات. ويفسر أسلوبه السحري من خلال سرد كيف ذات مرة، عندما غادر منزله، أحتشد العديد من العوام حتى أنه لم يخرج، معتبراً بأن دمه الملكي يميزه عن غيره وبصرف النظر (بعد كل شيء، هو طفل الملكة).
يشرح أستيريون كيف يقضي أيامه في عزلة: ماشياً من خلال ممرات; متظاهراً بالنوم؛ وفي بعض الأحيان يتظاهر بأن «أستيريون آخر» يأتي لزيارته من فترة لأخرى، ويأخذه بجولة في المنزل.
يفصل أستيريون حول منزله اللامتناهي، مقارناً أياه بالكون. كما يشير إلى أنه ربما خلق العالم ونسيَ ذلك. وأخيرا كان يذكر أناس آخرين، تسعة رجال يأتون كل تسع سنوات «لدرجة أنني قد أستلمهم من الشر»، وتترك أجسادهم في غرف فارغة لتميز بعضها عن بعض.
يخمن أستيريون حول موته، وينتظر بفارغ الصبر مجيء «المخلص» الذي سوف يأخذه بعيداً عن منزله اللامتناهي.
تنتهي القصة مع كلمة ثيسيوس — «هل تعتقدين ذلك، أريادن? بأن مينوتور نادراً ما دافع عن نفسه.» — تكشف تلك الكلمات للقارئ بأن أستيريون هو في الواقع مينوتور.
كما هو الحال في العديد من قصصه، ينظر بورخيس إلى القصة الشعبية من خلال منظور مختلف، مسلطاً الضوء على التفسيرات الأخرى المحتملة للأحداث. بسياق إدغار ألان بو حيث يبدأ مع مونولوج شخصية غير عادية اجتماعياً، وفي النهاية يضيف تطوراً غير متوقع إلى القصة.